# Sidi Boumedienne
Sidi Boumediene là một đô thị thuộc tỉnh Aïn Témouchent, Algérie. Dân số thời điểm năm 2002 là 2.899 người.